# St. Antönien Ascharina
(St. Antönien) Ascharina oder Scharina (walserdeutsch Schrina [ˈʃɾiːnɐ]) ist eine Streusiedlung in der Gemeinde Luzein in der Region Prättigau/Davos im Kanton Graubünden.
St. Antönien Ascharina war seit 1851 eine politische Gemeinde im ehemaligen Bezirk Oberlandquart im Schweizer Kanton Graubünden und nannte sich 1920 bis 1953 offiziell Ascharina. 2007 fusionierte Castels mit der Gemeinde St. Antönien zur Gemeinde St. Antönien.

## Geographie

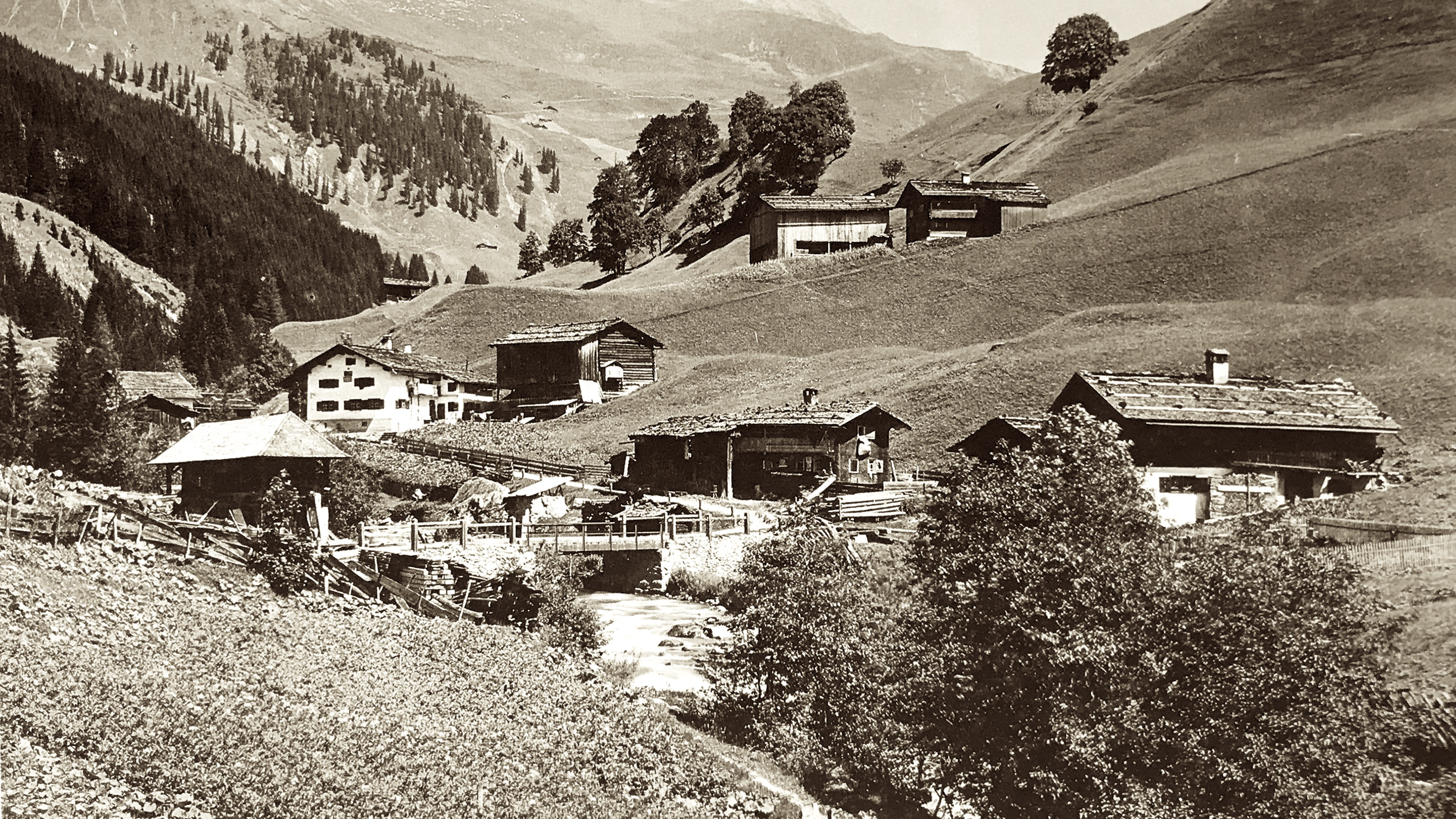
St. Antönien Ascharina um 1900

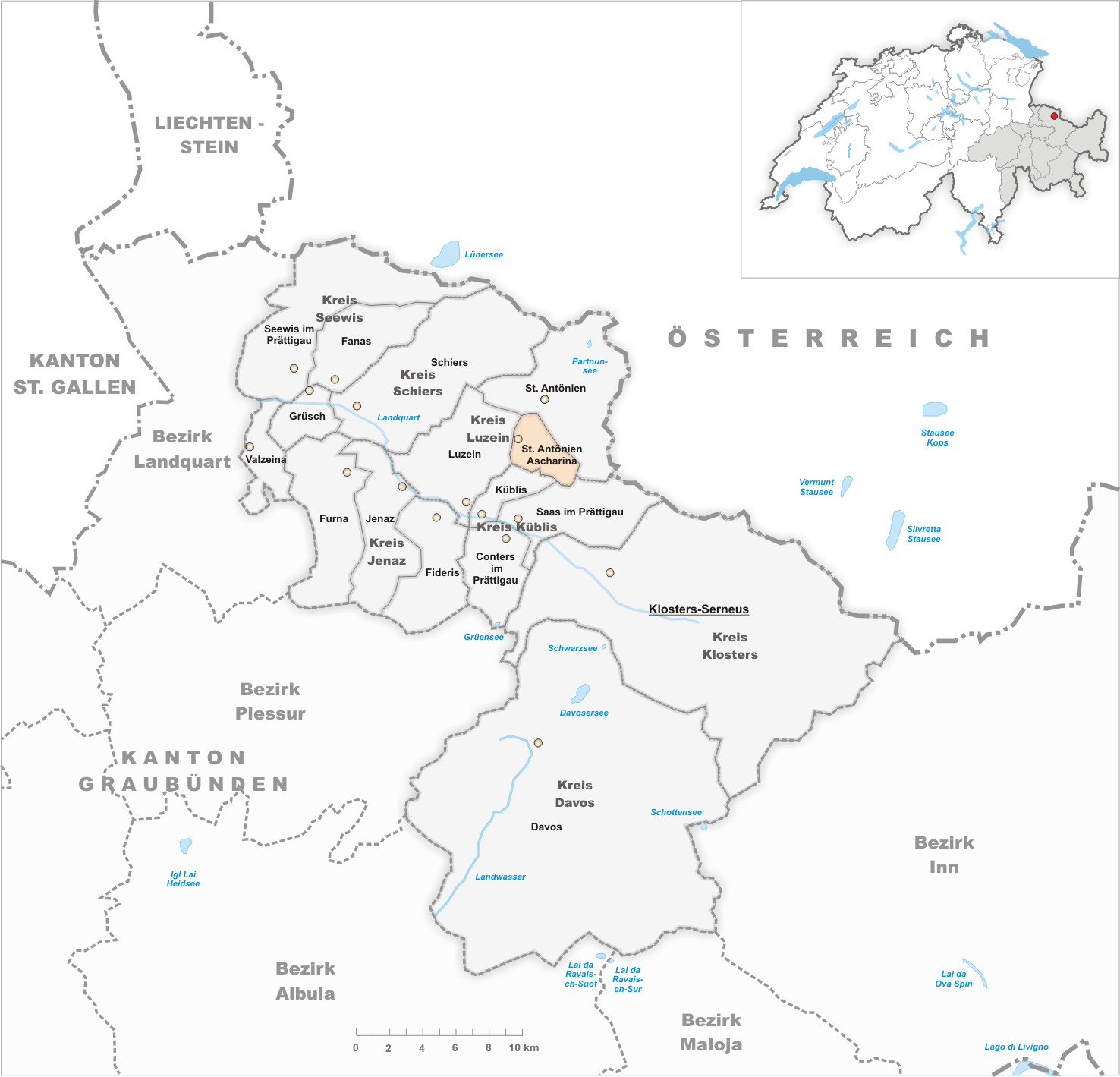
Gemeindestand vor der Fusion am 1. Januar 2007

Landschaft und Siedlung an einer Wiesenhalde bei Ascharina, Blick taleinwärts

Luftbild von Walter Mittelholzer von 1925

Ascharina liegt auf der Ostseite im unteren und mittleren Teil des St. Antönientals, einem nördlichen Seitental des Prättigaus, und umfasst einen rund vier Kilometer langen Abschnitt der linken Talseite einschliesslich des hier einmündenden Alpbachtals mit der Aschariner Alp. Der in Usser-, Mittel- und Inner-Ascharina gegliederte Ort ist eine typische Streusiedlung der Walser und besteht daher aus zahlreichen Einzelgehöften ohne einen Dorfkern. Nachbargemeinden waren St. Antönien, Luzein, Küblis und Saas im Prättigau.
Vom ehemaligen Gemeindegebiet von 962 ha sind 192 ha von Wald und Gehölz bedeckt und 176 ha unproduktive Fläche in Form von Gebirge. Vom landwirtschaftlich nutzbaren Boden von 574 ha werden 452 ha als Maiensässe und Alpen bewirtschaftet. Die restlichen 20 ha des Gemeindeareals sind Siedlungsfläche. Höchster Berg auf Gemeindegebiet ist das Rätschenhorn (2703 m ü. M.), der höchste Gipfel der Rätschenfluhkette.
→ siehe auch Abschnitt Geographie im Artikel St. Antönien

## Geschichte
Im Gürgetsch  wurde eine eiserne Lanzenspitze aus der La-Tène-Zeit gefunden.

### Ortsname
Der Name Ascherina, der erst seit neuerer Zeit belegt ist, wird auf rätoromanisch aschier < lat. acer ‚Ahorn‘ zurückgeführt, gleich wie bei der nahegelegenen Gemeinde Schiers. Der seit dem 19. Jahrhundert öfters vorangestellte Zusatz St. Antönien, der auf die Zuständigkeit der Antonius-Kirche verweist, hatte von 1953 bis 2006 amtliche Geltung.

### Politische Geschichte
St. Antönien wurde 1451 als Sant Anthonyen erwähnt. Das Gebiet von Ascherina unterstand im 13. Jahrhundert den Freiherren von Vaz, 1338 bis 1436 den Toggenburgern, danach den Herren von Matsch. Die Familie Montfort und die Freiherren von Sax erlangten die Herrschaft über Ascharina und Rüti, wobei die Grenze, der Schanielabach, während Jahrhunderten Bestand haben sollte. Zwischen 1477 und 1649 übten die Habsburger landesherrliche Rechte aus. Ascharina war bis 1851 zusammen mit Rüti Teil des halben Hochgerichts Klosters-Ausserschnitz.
Vor 1300 war das St. Antöniental unbewohnt und wie Flurnamen belegen von tieferliegenden romanischen Siedlungen aus genutzt. Von den Grundherren gefördert, wanderten im 14. Jahrhundert Walser von Klosters her zuerst über die Aschariner Alp  im Gafiertal ein. Sie betrieben ausschliesslich Viehwirtschaft und erweiterten die Weideflächen das Tal des Alpbachs hinab bis auf die Aschariner Alp. Sie war ab 1686 die einzige Alp der Gemeinde – mit Einzelsennerei bis 1951. Es kam bis zur ersten Hälfte des 18. Jahrhunderts zu Dauersiedlungen in Gafien.
Die 1895 bis 1899 gebaute Kommunalstrasse von Küblis bewirkte eine engere Verbindung des zuvor stärker am Montafon ausgerichteten St. Antönientals mit dem übrigen Prättigau. Dank ihr und dem seit 1953 ganzjährigen Postautobetrieb finden zahlreiche Bauern einen Nebenerwerb im Tourismus.
Im Zweiten Weltkrieg wurde ab 1940 die Sperrstelle St. Antönien errichtet, um eine allfällige Umgehung der Festung Sargans über die Pässe bei St. Antönien zu verhindern.
Nachdem bei der Vereinigung von Castels und Rüti zur Gemeinde St. Antönien 1979 Ascharina den Beitritt noch abgelehnt hatte, wurde am 23. Februar 2006 in einer Volksabstimmung mit grossem Mehr von beiden Gemeinden beschlossen, sich per 1. Januar 2007 zusammenzuschliessen. Die Bewilligung durch den Grossen Rat des Kantons Graubünden erfolgte am 1. September 2006.

### Wirtschaftsgeschichte
In Ascharina produzierte im 19. Jahrhundert eine der wenigen Hafnereien Graubündens Haushaltskeramik und Kachelöfen. Es handelt sich um die Hafnerei von Peter Lötscher (1750–1818), die zunächst im Weiler Rohnegga stand und 1809/1810 nach Ascharina-Post verlegt wurde. Dort töpferten Andreas Lötscher (1787–1852) sowie sein Sohn Christian Lötscher (1821–1880) und schliesslich Andreas Lötscher d. J. (1857–1933). Dieser stellte 1898 aus wirtschaftlichen Gründen den Betrieb ein.
→ Siehe Hauptartikel St. Antönien-Keramik.

## Wappen
| Wappen von St. Antönien Ascharina | Blasonierung: «In Blau ein goldenes (gelbes) Antoniuskreuz, überhöht von einem sechsstrahligen goldenen Stern» |
| Wappen von St. Antönien Ascharina | Für den Namen der Gemeinde steht das Antoniuskreuz, es verweist auf den Heiligen Abt Antonius. Farben des Zehngerichtenbundes. Die Beifügung des Sterns unterscheidet das Wappen von dem der Gemeinde St. Antönien und deren Vorgängergemeinden. |

## Bevölkerung
| Jahr      | 1850 | 1900 | 1950 | 2004 |
| --------- | ---- | ---- | ---- | ---- |
| Einwohner | 146  | 95   | 149  | 117  |

Ende 2004 waren 112 (= 95,73 %) Schweizer Staatsangehörige.